# The Windowsill
The Windowsill is een Rotterdamse officerockband. 

## Bandleden
- Marien Nicotine – zang en gitaar
- Ivo Backbreaker – drums
- Jerry Hormone – basgitaar en zang
- Sander Wire – gitaar en zang

## Muzikale stijl
The Windowsill wordt wel gerekend tot The New Wave of European Pop Punk, maar speelt in feite office rock, een genre dat gezien kan worden als een voortzetting van de door bands als Weezer en R.E.M. bekend geworden stijl college rock. De songs handelen dan ook voornamelijk over de belevingswereld van gesettelde dertigers, dit in tegenstelling tot punkrock en poppunk, waar de teksten meestal uit het perspectief van rebellerende tieners en twintigers zijn geschreven.

## Geschiedenis
In 2007 verliet Marien Nicotine The Apers, een Rotterdamse punkrockband voor welke hij gitarist was en vijftig procent van de muziek en teksten schreef. In 2010 richtte hij met Jerry Hormone (ook voormalig gitarist van The Apers) op bas en Ivo Backbreaker (nog altijd in The Apers) op drums the Windowsill op. Kort na de opnames van het titelloze debuutalbum werd Sander Wire (voormalig gitarist van de Rotterdamse punkrockband Accelerators) aan de bezetting toegevoegd.
The Windowsill bracht drie albums, vijf splitalbums en nummers op vier verzamelalbums op binnen- en buitenlandse platenlabels uit en toerde door Nederland, België, Duitsland en Italië.

## Discografie
- 50 (2010; verzamelalbum op Stardumb Records)
- The Windowsill (2011; op Stardumb Records en Monster Zero)
- Mooster Mania II (2012; verzamelalbum op Mooster Records)
- zonder titel (2013; splitalbum met The Real Danger op Shield Recordings)
- Say Cheese! #2 (2013; verzamelalbum op North Empire)
- zonder titel (2013; splitalbum met The Murderburgers op Make Believe Records)
- Showboating (2014; op Shield Recordings en Monster Zero)
- zonder titel (2014; splitalbum met The New Rochelles op Swamp Cabbage Records en Lost Youth Records)
- Reconsider Fisto (2015; splitalbum met DeeCracks op Shield Recordings)
- MYOKoM (2017; op Shield Recordings)
- Passport - International Split-Series, Vol. 1 (2017; splitalbum met Horror Section op Mom's Basement Records)
- Get Out of My Club - A Tribute to The Manges (2018; verzamelalbum op op Mom's Basement Records)